# Usamljen među nama
Usamljen među nama (eng., Lonely Among Us) je šesta epizoda prve sezone američke znanstveno-fantastične serije Zvjezdane staze: Nova generacija.

## Radnja
Zadatak Enterprisea je prevesti izaslanstava s planeta Selaya i Antica na neutralni planet Parliament. Te dvije vrste su u sukobu od trenutka kada su otkrili postojanje jedni drugih, no kako sada obadvije žele postati članovi Federacije i na Parliamentu bi se trebali održati mirovni razgovori koji bi trebali završiti njihov dugotrajni sukob.
Na putu prema Parliamentu Enterprise otkriva čudan energijski oblak koji se svemirom kreće warp brzinom i skreće sa svoga smjera kako bi ga pogledao iz blizine. Tijekom prolaska pokraj oblaka Worf, koji je u to vrijeme s La Forgeom bio u rutinskom pregledu senzora, iz jedne od konzola pogađa energetski izboj i on pada u nesvijest. Kada ga dr. Crusher u bolnici napokon probudi iz nesvijesti počinje se ponašati čudno. Pokreti su mu nekoordinirani kao da nikada prije nije koristio ruke i noge, a jedini osjećaja koji Deanna može osjetiti kod njega je nešto nalik na dječji strah od nepoznatog.

Nešto kasnije dok dr. Crusher pokušava otkriti što se desilo Worfu između njih se pojavljuje energetski izboj nalik na onaj koji je pogodio Worfa. Kada se Deanna ponovo vrati u bolnicu kako bi vidjela kako je Worf na njeno iznenađenje svi njegovi nalazi su sada normalni, ali se sada dr. Crusher ponaša čudno i izlazi iz bolnice ne odgovarajući na njena pitanja.
Malo kasnije se pojavljuje prvo u svojoj sobi gdje ispituje Wesleyja o brodskim sustavima, a zatim i na zapovjednom mostu gdje ispituje La Forgea o upravljačkim kontrolama. Na kapetanovo pitanje kako je Worf, rastreseno odgovara da mu je bolje ali da mora usporediti svoje podatke s onima iz računalne knjižnice prije nego što za sigurno kaže što mu je.

Kapetan Picard joj predlaže da za to upotrijebi jednu od znanstvenih konzola gdje Data primjećuje da ona pregledava upravljačke kontrole broda, a ne njihovu medicinsku bazu. Dok to radi s nje iznenada na konzolu prelazi energetski izboj i ona se vraća u normalu potpuno zbunjena što se nalazi na mostu.

Nakon što energetski izboj pređe s dr. Crusher na konzolu iznenada računalne konzole na cijelom brodu počinju otkazivati. Pomoćnik glavnog inženjera Singh vjeruje da je problem u iznenadim energetskim udarima unutar brodskih sustava.
Za to vrijeme Riker i Tasha pokušavaju riješiti problema s gostima koji su svoj sukob prenijeli i na Enterprise gdje su dvojica članova izaslanstva s Antice uhvaćena kako naoružani čekaju u zasjedi ispred soba u kojima su bili smješteni članovi izaslanstva sa Selaye.
Problemi s računalnim sustavima se nastavljaju i dalje pa tako prvo otkazuje warp pogon, a nakon toga i komunikacija. Data je uvjeren da ovdje nije riječ o običnim kvarovima jer bi ovako veliki problemi sigurno bili otkriveni već u brodogradilištu. U tom slučaju kao jedini mogući uzrok otkazivanje sustava ostaje sabotaža, a glavni osumnjičeni postaju članovi izaslanstava s Antice i Selaye.
Wesley i Singh u međuvremenu pokušavaju popraviti sustave koji ne rade, no kada Wesley ode iz strojarnice Singha pogađa energetski izboj iz računalne konzole. Nešto kasnije Worf dolazi u strojarnicu i nalazi Singha mrtvog pokraj konzole i popravljen warp pogon.

Kapetan Picard naređuje istragu o njegovom ubojstvu koja pokazuje da su vanzemaljci, glavni osumnjičeni za sabotažu i ubojstvo, puno više zainteresirani za ubijanje jedni drugih nego članova posade Enterprisea. Za to vrijeme Deanna hipnozom otkriva da su se Worf i dr. Crusher za vrijeme njihovog čudnog ponašanja osjećali kao da njima upravlja netko drugi. Dok Deanna objašnjava Picardu što je otkrila za vrijeme hipnoze warp pogon ponovo otkazuje. Kada se Picard pojavi na mostu energetski izboj s jedne od konzola prelazi na njega i svi sustavi ponovo počinju raditi. Nakon toga Picard naređuje povratak broda prema energetskom oblaku bez objašnjenja.
Dr. Crusher, Deanna i Riker su uvjereni da je i on pod utjecajem istog bića kao i Worf i dr. Crusher, ali nisu u stanju to dokazati i smijeniti ga s dužnosti. Nakon povratka do oblaka kapetan se obraća cijeloj posadi objašnjavajući im kako su tijekom prvog prolaska slučajno pokupili jedno inteligentno biće. Uplašeno pokušavalo je stupiti u kontakt sa svojom novom okolinom, no ona je bila previše komplicirana za njega sve dok nije otkrilo brodsko računalo. Pomoću njega je samo željelo vratiti brod natrag do energetskog oblaka u kojem je živjelo. Iz istog razloga je ušlo i u um kapetana Picarda, no u njemu je otkrilo da njih dvoje dijele istu želju za istraživanjem pa mu je dalo mogućnost da mu se pridruži i da zajedno nastave istraživati svijet oko njih. Nakon toga pomoću energetskih izboja onesposobi cijelu posadu i teleportira se u energetski oblak.
Nakon nekoliko sati traženja kapetanovog signala Riker odlučuje krenuti natrag prema Parliamentu, no u tome ga zaustavlja Deanna koja osjeća Picardovo prisustvo u oblaku. Osjeća da je usamljen, uplašen i odbačen pošto spoj između njega i energetskog bića nije mogao nastaviti postojati u oblaku i da se sada pokušava vratiti natrag na brod. Nakon što se njegov energetski oblik vrati na brod Data pomoću podataka o njegovom tijelu koji su ostali u sustavu nakon prve teleportacije uspijeva novom teleportacijom ponovo ujediniti materiju i energiju kapetana Picarda.

## Vanjske poveznice
- Lonely Among Us na startrek.com   Arhivirana inačica izvorne stranice od 26. lipnja 2009. (Wayback Machine)